# Gefecht von Waxhaw
Das Gefecht von Waxhaw (englisch: Battle of Waxhaws oder auch Waxhaws Massacre bzw. Buford’s Massacre) war ein Gefecht zwischen britischen und amerikanischen Truppen während des Amerikanischen Unabhängigkeitskrieges, das am 29. Mai 1780 in Lancaster, South Carolina, ausgetragen wurde.

## Hintergrund

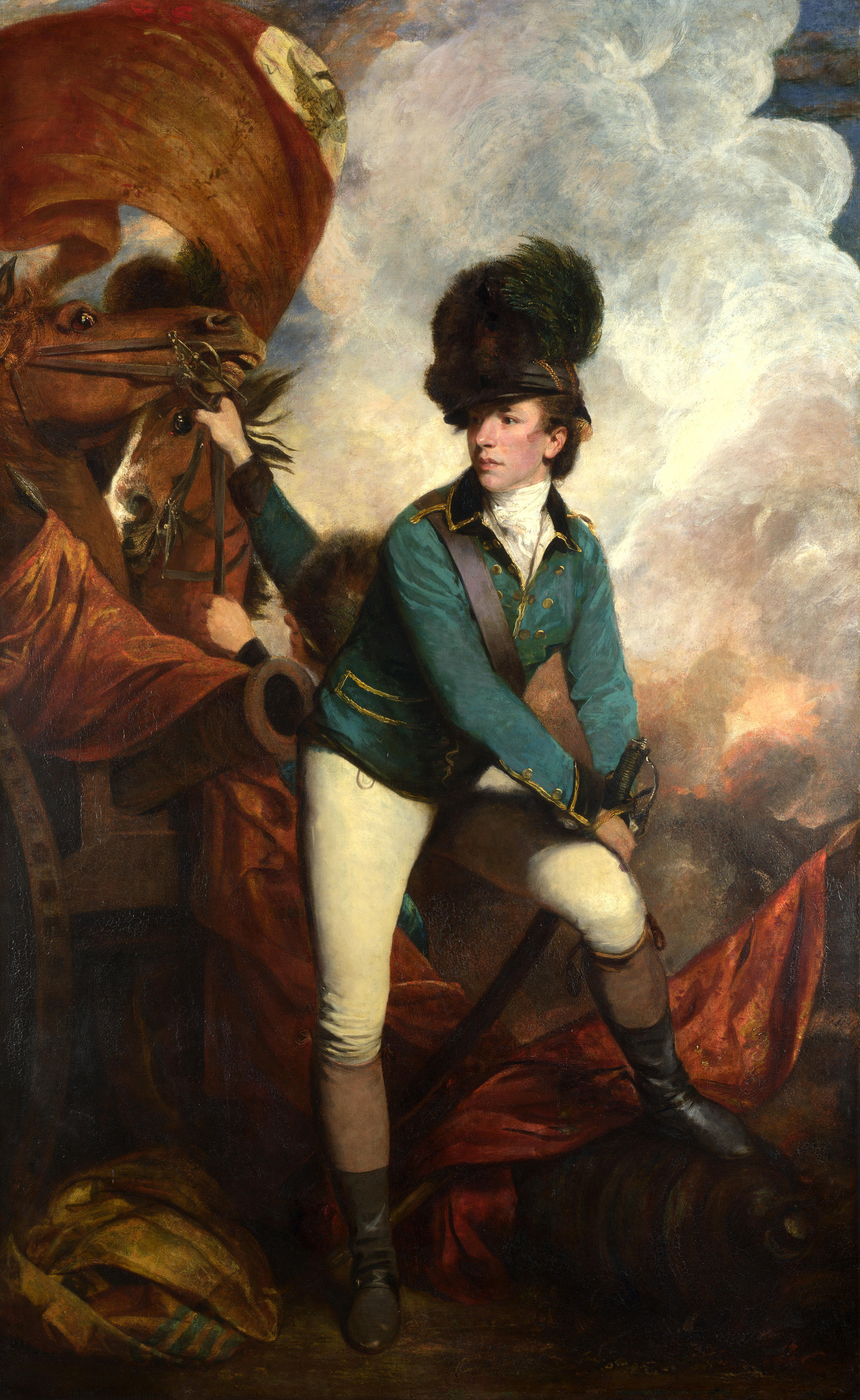
Lieutenant-Colonel Banastre Tarleton (Joshua Reynolds)

Colonel Abraham Buford führte eine Truppe mit 350 bis 380 Mann der dritten Einheit der Virginia Continental Army, bestehend aus dem 7. Virginia Regiment, zwei Kompanien des 2. Virginia Regiments und einer Artillerieeinheit mit zwei Sechspfündern nach South Carolina, um die Belagerung von Charleston zu unterstützen. Noch vor ihrer Ankunft erfuhren sie, dass die Stadt bereits von den Briten erobert worden war und kehrten nach Virginia zurück.
Der britische Colonel Banastre Tarleton hörte, dass der Gouverneur von South Carolina, John Rutledge, mit Buford reiste. Begierig diesen gefangen zu nehmen, nahm Tarleton mit einer Truppe von knapp 230 Mann die Verfolgung auf. Diese Truppe bestand aus 130 Dragonern, 100 Mann der berittenen Infanterie der britischen Legion und einem Dreipfünder. Am Angriff selbst waren nur eine 60 Mann starke Abteilung der 17th Light Dragoons und der Kavallerie der Legion, 60 Mann der berittenen Infanterie und eine flankierende Gruppe aus 30 Dragonern mit ein paar Infanteristen beteiligt.

## Ablauf des Gefechts
Am 29. Mai 1780 holte Tarleton Buford in den Waxhaws ein, dem Grenzgebiet zwischen North und South Carolina, an einer Kreuzung im heutigen Buford ein. Rutledge hatte zu dieser Zeit die amerikanische Abteilung bereits verlassen. Während Tarleton darauf wartete, dass seine Reserveeinheiten zu ihm aufholten, schickte er Captain David Kinlock zu Buford um dessen Kapitulation zu fordern. In seiner Nachricht übertrieb er seine Truppenstärke und behauptete 700 Mann bei sich zu haben, um Bufords Entscheidung zu beeinflussen. Buford antwortete mit der Nachricht:

“I reject your proposals, and shall defend myself to the last extremity.”

„Ich lehne ihre Vorschläge ab und werde mich bis zum Letzten verteidigen.“

Ungeachtet dessen entschied sich Buford dafür weiter zu marschieren, anstatt sich auf die Schlacht vorzubereiten. Als der Angriff kam, wartete Buford bis Tarletons Männer auf unter 10 Meter herangekommen waren, bevor er den Feuerbefehl erteilte. Dieser hatte minimalen Effekt auf die angreifende Kavallerie und resultierte in einer verheerenden Niederlage der Virginianer. Laut dem Schlachtbericht Tarletons fielen auf Seiten der Patrioten 113 Männer, 147 wurden verwundet und auf Ehrenwort freigelassen, die Kanonen und 26 Transportkarren wurden von den Briten erobert. Die Briten verloren 5 Mann, 12 wurden verwundet, während 11 Pferde getötet und 19 verletzt wurden.

## Folgen der Schlacht

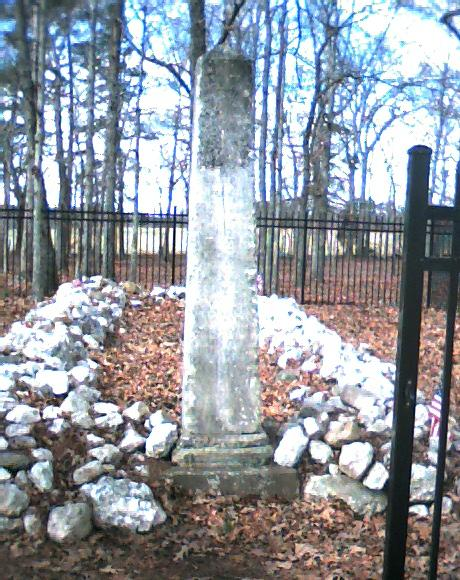
Gedenkstätte und Grabmal

Die Schlacht wurde immer heftig diskutiert, da die Männer Tarletons nach Durchbrechen der Linien Bufords viele der Amerikaner mit ihren Säbeln niedergemetzelt hatten. Einige Quellen, beispielsweise Bufords Adjutant Henry Bowyer und der Chirurg Brownfield, sagen aus, dass Buford bereits die weiße Flagge gehisst hatte, diese aber von Tarleton ignoriert wurde. Nach Tarletons eigenem Bericht gibt er das Massaker zwar zu, behauptet aber sein Pferd wurde unter ihm erschossen und weil seine Männer ihn für tot gehalten hätten, sei es zu diesem Ausbruch von Gewalt gekommen. Ein Mitglied der britischen Armee, der Chirurg Robert Brownfield schrieb hingegen, Tarleton sei als Beteiligter mitten in dem Gemetzel gewesen.
Die Verwundeten auf beiden Seiten wurden von den Briten hingegen gleich gut behandelt. Die reiseunfähigen amerikanischen Offiziere und Mannschaften wurden am nächsten Morgen freigelassen und in benachbarten Plantagen unweit des Schlachtfeldes untergebracht. Zusätzliche Chirurgen wurden aus Camden und Charlotte angefordert und jede erdenkliche Hilfe wurde den Patrioten von den Briten zuteil.
Vor dem Massaker wurde davon ausgegangen, dass die Südstaaten die patriotische Sache nicht unterstützen würden und den Briten loyal zur Seite stehen würden. Nach den Berichten aus Waxhaw schien sich die Richtung des Krieges im Süden jedoch zu ändern. Viele, die eher neutral zu der Frage der Unabhängigkeit standen, wandten sich daraufhin den Patrioten zu. Die Rufe „Tarleton’s Quarter!“ und „Remember Buford“ wurden zu Kriegsschreien der Patrioten, das Massaker selbst löste den Marsch der Overmountain Men über die Appalachen auf das Schlachtfeld bei Kings Mountain aus, die für die Zerstörung der Truppen Major Patrick Fergusons mitverantwortlich waren.